# Protea cordata
Protea cordata es una especie de arbusto perteneciente a la familia Proteaceae.  Es originaria de Sudáfrica. 

## Descripción
Es un arbusto perennifolio enano que alcanza un tamaño de  0.3 - 1 m de altura. Se encuentra en Sudáfrica a una altitud de 1100 - 1500 metros.

## Taxonomía
Protea cordata fue descrito por Carl Peter Thunberg y publicado en Diss. Prot. 45. 1781.
Etimología
Protea: nombre genérico que fue creado en 1735 por Carlos Linneo en honor al dios de la mitología griega Proteo que podía cambiar de forma a voluntad, dado que las proteas tienen muchas formas diferentes. 
cordata: epíteto latíno que significa "en forma de corazón".